# Brejtovo
Brejtovo in russo  Брейтово?) è un villaggio della Russia europea centrale, situato nella oblast' di Jaroslavl'; è il centro amministrativo del distretto Brejtovskij.
Si trova sul fiume Sit', alla confluenza nel bacino di Rybinsk, 142 km (in linea d’aria) a nord-ovest della città di Jaroslavl'.